# Hartwig Steenken
Hartwig Steenken (né le 23 juillet 1941 à Twistringen ; mort le 10 janvier 1978  à Hanovre) est un cavalier de saut d'obstacles allemand.

## Biographie
Son plus grand succès est la victoire au championnat du monde de saut d'obstacles en 1974 à Hickstead.
Hartwig Steenken décède le 10 janvier 1978, à l'unité de soins intensifs de l'hôpital universitaire de Hanovre après avoir été dans le coma à la suite d'un accident de voiture survenu en juillet 1977 près de Langenhagen.
Au moment de son accident, il formait Deister, un Hanovrien hongre bai-brun qui reviendra après sa mort à Paul Schockemöhle.

## Palmarès

### Jeux olympiques
- Jeux olympiques de 1968 à Mexico ( Mexique) :
  - 26e place en individuel[2].
- Jeux olympiques de 1972 à Munich ( Allemagne) :
  -  Médaille d'or par équipe.
  - 4e place en individuel.

### Championnat du monde de saut d'obstacles
- Championnat du monde de saut d'obstacles 1974 à Hickstead ( Royaume-Uni)
  -  Médaille d'or en individuel.

### Championnat d'Europe de saut d'obstacles
- Championnat d'Europe 1971 à Aix-la-Chapelle ( Allemagne) :
  -  Médaille d'or en individuel.
- Championnat d'Europe 1975 à Munich ( Allemagne) :
  -  Médaille d'or par équipe.
  -  Médaille d'argent en individuel.

### Championnat d'Allemagne
- Championnat d'Allemagne 1969 :
  -  Champion d'Allemagne.
- Championnat d'Allemagne 1970 :
  -  Champion d'Allemagne.
- Championnat d'Allemagne 1973 :
  -  Champion d'Allemagne.

### Deutsches Spring-Derby
- Victoires en 1973 et en 1974.

## Source, notes et références
1. ↑  « Vor 33 Jahren starb Weltmeister Hartwig Steenken nach Autounfall », sur ludwigs-pferdewelten.de (consulté le 3 novembre 2021).
2. ↑  (en) « Olympics Site Closed / Olympics at Sports-Reference.com », sur sports-reference.com (consulté le 3 novembre 2021).

- (de) Cet article est partiellement ou en totalité issu de l’article de Wikipédia en allemand intitulé « Hartwig Steenken » (voir la liste des auteurs).